# جامعة دانكوك
جامعة دانكوك (بالإنجليزية: Dankook University)‏ هي جامعة خاصة في كوريا الجنوبية تأسست عام 1947.

## أشهر خريجي الجامعة
- كيم جونغ كوك
- جي تشانغ ووك
- كم كهن
- جن سونيو
- بادا (مغنية)

## وصلات خارجية
- الموقع الإلكتروني